# Misión San Pedro de Mocama
La Misión San Pedro de Mocama fue una misión de época de la Florida española del siglo XVI situada en el Condado de Camden, en Georgia, EE. UU.
Fue fundada para la evangelización de los indígenas tacatacuru, una tribu mocama timucua. 

## Historia

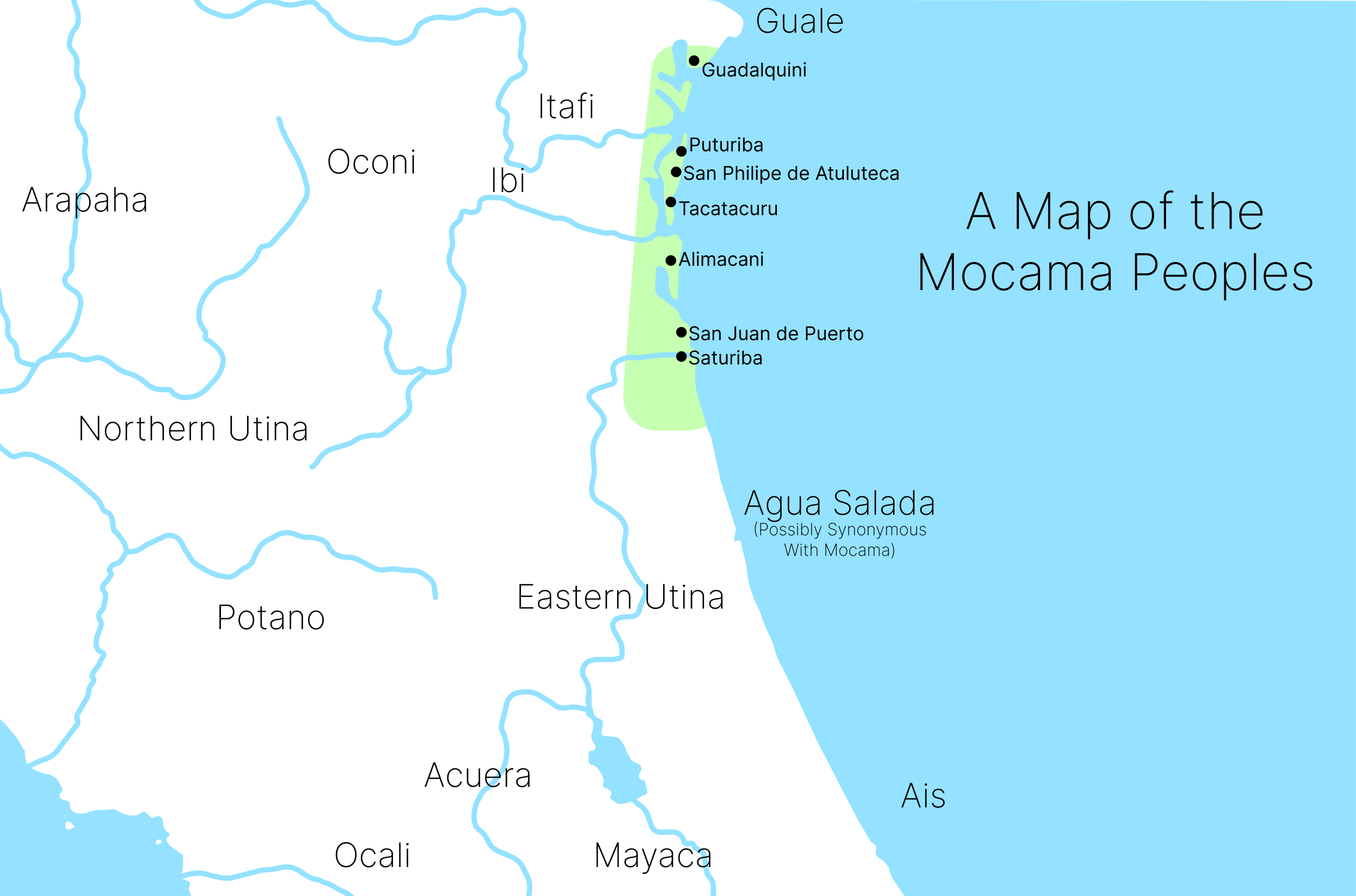
Principales poblaciones mocama

Fue fundada en el sur de la isla Cumberland por frailes franciscanos en torno a 1580 para la evangelización de los tacataturu, cacicazgoTimucua. Se ubicó en las inmediaciones de cerca de la población indígena Tacatacuru. Se trató de una de las primeras misiones de La Florida española, y de su importancia fue testimonio su capilla o iglesia, comparable a la de la capital San Agustín (actual Florida). Fue, junto a la misión San Juan del Puerto, la población más importante de la denominada provincia de Mocama. Además, contaba con un fuerte defensivo contra las incursiones de los indígenas norteños guale. La evangelización de los indígenas, protegidos por las Leyes de Burgos, supuso la creación en 1612 del catecismo bilingüe en castellano y timucua del padre Francisco Pareja de la próxima misión San Juan del Puerto (en la isla Fort George) y el aprendizaje del español por los pueblos de la región desde finales del siglo XVI.
Existió también en el norte de la isla Cumberland la misión de San Pedro y San Pablo de Puturibato, más modesta de San Pedro de Mocama, dirigida por el fray Pedro de Chozas según las fuentes relativas a la revuelta Guale y martirio de los misioneros franciscanos 1597.
La presión expansionista hacia el sur de la colonia británca de Virginia supuso el abandono de la misión San Pedro de Mocama en 1660. Mientras que la mayoría de los tacatacuru buscaron refugio al sur en San Agustín, quienes permanecieron en la isla Cumberland fueron finalmente exterminados por los Yamasi en 1675.